# جيم فوستر
جيم فوستر هو كاتب أغاني كندي، ولد في 28 أغسطس 1950.

## وصلات خارجية
- جيم فوستر على موقع ميوزك برينز (الإنجليزية)
- جيم فوستر على موقع ديسكوغز (الإنجليزية)